# John Key
John Philip Key (n. 9 august 1961, Auckland) este un om politic neozeelandez, prim-ministrul (al 38-lea) al Noii Zeelande din anul 2008 până în 2016. Din 2006 până în 2016 a fost lider al Partidului Național, partid de centru-dreapta din Noua Zeelandă. 
De origine engleză și evreiască, a intrat în politică după o carieră de succes în domeniul bancar. Împărtășește o ideologie neo-liberală A urmat la conducerea guvernului țării sale în 2008 după 9 ani de guvernare laburistă a lui Helen Clark. 

## Date familiale și biografice
John Key s-a născut la Auckland, ca fiu unic al lui George Key, proprietar de restaurant, născut în Anglia, și al lui Ruth, născută Lazar, evreică originară din Viena și care, la 16 ani, a reușit să se salveze din Austria devenită național-socialistă (după Anschluss), emigrând în Anglia, împreună cu câțiva membri ai familiei. 
George Key a fost veteran al Războiului civil din Spania de partea republicană, și a luat parte la cel de-al doilea război mondial.
După ce tatăl său, care suferea de alcoolism și de inimă, a părăsit familia și a murit în 1966 de infarct miocardic, John și cele două surori ale sale au fost crescute de către mamă în localitatea Christchurch într-o locuință închiriată de la stat. 
Key a urmat scoala Aorangi din Christchurch, apoi liceul Burnside, unde s-a distins prin elocvență și prin talentul său la materiile legate de științele economice. În continuare a făcut studii de licență în contabilitate și comerț la Universitatea Canterbury din Christchurch (până în 1981), apoi a urmat cursuri de administrație în SUA, la Universitatea Harvard. 
În timpul studiilor la liceul Burnside a cunoscut-o pe viitoarea sa soție, Bronagh Irene Dougan, fiica unei familii de imigranți irlandezi catolici din Ulster. Ei s-au căsătorit în anul 1984 și au doi copii, Stephie și Max.

## Cariera în domeniul finanțelor
Prima sa slujbă a fost în anul 1982 cea de contabil la firma McCulloch Menzies, apoi vreme de doi ani ca manager de proiecte la firma de textile din Christchurch. Ulterior a lucrat ca dealer de tranzacții valutare la Elders Finance din Wellington, unde a fost avansat în doi ani într-un post de responsabil în acest domeniu. Apoi în 1988 s-a mutat la Bankers Trust din Auckland. 
In 1995 a fost angajat din partea firmei Merrill Lynch ca șef al tranzacțiilor de valute asiatice la Singapore. În acelaș an a fost promovat șef al tranzacțiilor valutare globale ale lui Merrill cu sediul la Londra, având un venit anual de 2,25 milioane de dolari US, inclusiv bonusurile. Între anii 1999-2001 a fost membru al Comitetului de Schimburi Străine al Băncii Federale de Rezerve din New York.
În trei din funcțiile financiare pe care le-a deținut, patronii săi au fost pusi în anchetă judiciară sau etică, în vreme ce Key nu a fost implicat în nici unul din scandaluri.

## Cariera politică
În anul 2002 a fost ales prima dată în Camera Reprezentanților a Noii Zeelande din partea circumscriptiei Helensville din zona Auckland. In 2004 a fost responsabilul cu politica financiară al Partidului Național, iar în 2006 i-a succedat lui Don Brash la conducerea partidului. În noiembrie 2008 a condus partidul său la victorie în alegerile parlamentare generale. A format o coaliție guvernamentală de centru-dreapta cu formația liberală numită Asociația Consumatorilor și a Contribuabililor, cu Partidul minorității aborigene Maori și cu Partidul Unit al Viitorului Noii Zeelande, formațiune de centru, dispunând de o majoritate de 70 de locuri din cele 122 ale parlamentului.